# Lionel Letizi
Lionel Letizi (*Niza, Francia, 28 de mayo de 1973) es un exfutbolista francés. Jugaba de portero y su primer equipo fue OGC Nice. Tras pasar por Metz, el Paris Saint Germain y el Rangers de Escocia, por el que pasó con más pena que gloria luego de ser fichado por pedido expreso del entrenador del equipo en esos tiempo, Paul Le Guen. En 2007 decide regresar al OGC Nice donde en su primera temporada se convierte en el recambio de Hugo Lloris. Tras la salida de Lloris hacia el Olympique Lyonnais, parecía que Letizi se haría con la titularidad del arco, sin embargo el club ficha al colombiano David Ospina. tras estar en la sombra del joven Ospina decide retirarse en el 2011.

## Selección nacional
Ha sido internacional con la Selección de fútbol de Francia, ha jugado 4 partidos internacionales.

## Clubes
Equipo del barrio

## Palmarés

### Campeonatos nacionales
| Título          | Club                | País    | Año  |
| --------------- | ------------------- | ------- | ---- |
| Ligue 2         | Olympique de Niza   | Francia | 1994 |
| Copa de Francia | Paris Saint-Germain | Francia | 2004 |
| Copa de Francia | Paris Saint-Germain | Francia | 2006 |